# Papilio zoroastres
Papilio zoroastres là một loài bướm thuộc họ Bướm phượng (Papilionidae). 
Loài Papilio zoroastres được mô tả năm 1878 bởi Druce. Loài bướm Papilio zoroastres sinh sống ở .